# Enterosora campbellii
Enterosora campbellii là một loài dương xỉ trong họ Polypodiaceae. Loài này được Baker mô tả khoa học đầu tiên năm 1886.